# Thomas Lang (Schriftsteller)

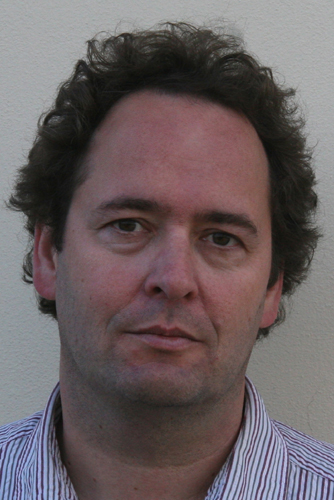
Thomas Lang (2010)

Thomas Lang (* 19. März 1967 in Nümbrecht, NRW) ist ein deutscher Schriftsteller.
Lang studierte Literaturwissenschaft in Frankfurt am Main und schloss als M. A. ab. Er lebt als freier Autor seit 1997 in München. Neben seiner schriftstellerischen Arbeit verfasst er Sachartikel in Computerzeitschriften und arbeitete als Dozent für Manuskriptum, den Kurs für Kreatives Schreiben der LMU. Seit 2017 ist Lang Mitglied im PEN-Zentrum Deutschland.

## Werke
- Than. Roman. Berlin 2002.
- Das Innenleben der Tiere. In: EDIT. 32, 2003
- Sex-Monster. In: Wieder vereinigt. Berlin 2005.
- Am Seil. Roman. München 2006.
- Unter Paaren. Roman. München: C.H. Beck Verlag 2007, ISBN 9783406556104.
- Bodenlos oder Ein gelbes Mädchen läuft rückwärts. Roman. Beck, München 2010, ISBN 978-3-406-59070-2.
- Jim: Eine Erzählung, Beck, München 2012 ISBN 978-3-406-63003-3
- Immer nach Hause. Roman. Berlin Verlag, München/Berlin 2016, ISBN 978-3-8270-1333-0[1]
- Freinacht. Berlin Verlag, Berlin 2019.

## Auszeichnungen
- 1998: Seminar für Romanautoren der Bertelsmann-Stiftung
- 1999: Stipendiat des Klagenfurter Literaturkurses
- 1999: Literaturförderpreis der Stadt München
- 2002: Marburger Literaturpreis (Hauptpreis)
- 2002: Bayerischer Staatsförderpreis Literatur
- 2004 Aufenthaltsstipendium der Künstlerresidenz Chretzeturm, Stein am Rhein
- 2005: Ingeborg-Bachmann-Preis (Hauptpreis)
- 2006: Nominierung für den Preis der Leipziger Buchmesse (Shortlist)
- 2013: Aufenthaltsstipendium der Künstlerresidenz Chretzeturm, Stein am Rhein[2]